# Keith Rowley
Keith Rowley, né à Mason Hall le 24 octobre 1949, est un homme d'État trinidadien, membre du Mouvement national du peuple. Il est Premier ministre du 9 septembre 2015 au 17 mars 2025.

## Biographie

### Enfance et formation
Keith Christopher Rowley est né le 24 octobre 1949 à Mason Hall (Tobago) et est élevé par ses grands-parents, qui étaient d’éminents agriculteurs de l'île. Il effectue ses études secondaires dans son île natale, puis poursuit des études de géologie, d'abord sur sur le campus de l'université des Indes occidentales à Mona (Jamaïque), puis sur le campus de St. Augustine (Trinité-et-Tobago) d'où il sort diplômé en 1978 d'un Ph. D. en géologie. Il est ensuite chercheur associé, puis directeur du Centre de recherche sismique de l'université des Indes occidentales à St. Augustine

### Débuts en politique
Il se présente lors des élections législatives de 1981 (en) dans la circonscription de Tobago ouest (en) sous les couleurs du Mouvement national du peuple, mais il n'est pas élu. En 1987, Rowley est désigné par le PNM comme sénateur et siège dans l'opposition.
Lors des élections de 1991 (en), il est élu député de la circonscription parlementaire de Diego Martin Ouest (en) à Trinité et devient ministre de l'Agriculture et de la Pêche dans le gouvernement de Patrick Manning. Il est réélu député de Diego Martin Ouest lors des élections de 1995 (en) puis de 2000 (en) et siège dans l'opposition au gouvernement de Basdeo Panday.
Après les élections de 2001 (en), il devient Ministre de la planification dans le nouveau gouvernement de Patrick Manning, portefeuille qu'il conserve après les élections de 2002 (en). En 2003, il est nommé Ministre du Logement, puis Ministre de l'Industrie et du commerce après les élections de 2007 (en). En 2004, il préside le comité mixte restreint du Parlement qui examine et fait des recommandations pour la retransmission en direct des débats parlementaires. En 2008, il quitte le gouvernement Manning, mais continue à siéger au parlement dans la majorité gouvernementale.

### Chef de l'opposition
Après la défaite du Mouvement national du peuple aux élections de 2010, Rowley devient le nouveau leader du parti et est nommé chef de l'opposition.

### Premier ministre

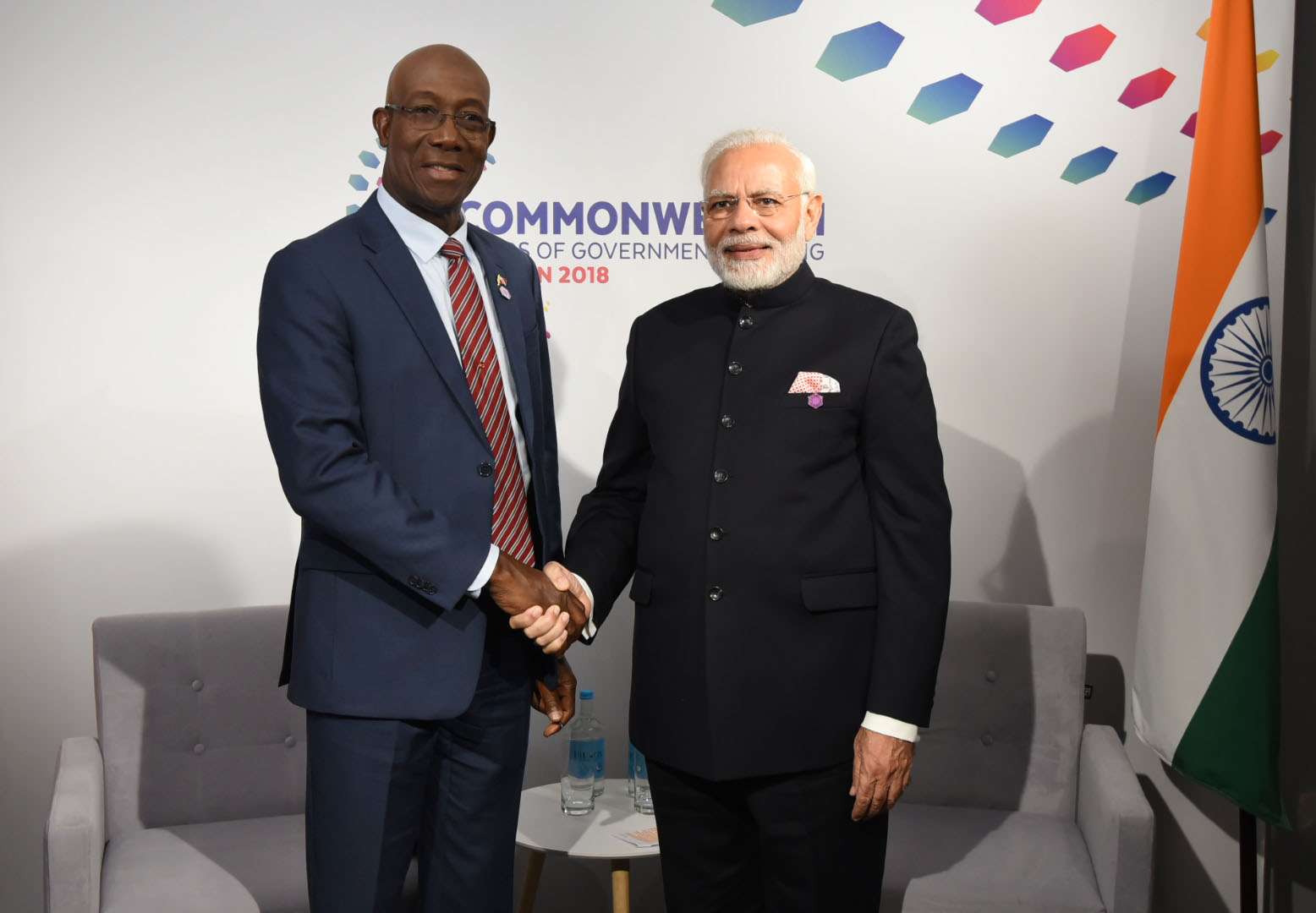
Rowley avec le Premier ministre indien Narendra Modi.

Rowley dirige le Mouvement national du peuple lors des élections de septembre 2015, au cours desquelles son parti obtient 23 sièges sur 41 à la Chambre des représentants pour former le gouvernement, battant l'ancien gouvernement de coalition du Partenariat du peuple. Le 9 septembre 2015, Rowley prêt serment comme nouveau Premier ministre devant le président Anthony Carmona. La relance du secteur local du gaz naturel est mis à son crédit après qu'il a jeté les bases de l'exploration pétrolière et gazière, le plus grand secteur économique de Trinité-et-Tobago.
En dépit des pressions des États-Unis, il décide ne pas rompre les relations diplomatiques avec le Venezuela. L’ambassadeur américain à Trinité-et-Tobago fustige cette décision : « Trinité-et-Tobago devrait adhérer à la politique des États-Unis et reconnaître Juan Guaidó ». 
Son gouvernement pâtit en 2019 d'une chute de popularité en raison de la récession économique et de sa politique fiscale.
Rowley mène de nouveau le Mouvement national du peuple à la victoire lors des élections de 2020. Le 19 août, il prête serment pour un nouveau mandat de Premier ministre le auprès de la présidente Paula-Mae Weekes après que le parti d'opposition a demandé que des recomptages soient effectués dans les circonscriptions marginales.
Le 3 janvier 2025, il annonce sa démission prochaine du gouvernement et du parlement et son remplacement par Stuart Young à partir du 17 mars 2025.

### Président de la CARICOM
Le 30 décembre 2020, lors de la conférence des États membres de la Communauté caribéenne (CARICOM), Rowley est élu président de celle-ci pour les six mois suivants, succédant à Ralph Gonsalves. En tant que président, il annonce vouloir employer les mêmes actions collectives, coordonnées et ciblées qui ont permis de contrôler la propagation du Covid-19 dans les États membres de la CARICOM. Il annonce également que la pression moindre exercée sur les systèmes de santé profitera directement à la situation économique et financière.
Sous sa présidence, il est confronté à plusieurs tensions internationales notamment avec le Venezuela. La Communauté caribéenne exprime sa déception à la suite des propos du président vénézuélien, Nicolás Maduro, dans lesquelles ce dernier affirme que son pays prendra possession des deux-tiers du territoire son voisin, le Guyana. La CARICOM défend la position du Guyana, pays membre de l'organisation et l'intégrité de ses frontières actuelles. La déclaration de la CARICOM est signée par Keith Rowley en tant que président.
Son mandat prend fin le 30 juin 2021. Son successeur est Gaston Browne.